# (175706) 1996 FG3
1996 أف جي 3 (ويعرف أيضًا باسم (175706) 1996 أف جي 3 وفق تسمية الكوكب الصغير) (بالإنجليزية: 1996 FG3)‏ هو كويكب ضمن حزام الكويكبات؛ وترتيبه 175706 من حيث الاكتشاف.
اكتُشف هذا الجُرم الفلكي بواسطة روبرت إتش ماكنوت في 24 مارس 1996.

## وصلات خارجية
- (175706) 1996 FG3 في قاعدة بيانات مختبر الدفع النفاث لأجرام النظام الشمسي الصغيرة

- الاكتشاف · مخطط المدار ·  العناصر المدارية · المعلمات المادية

- (175706) 1996 FG3 على موقع ويكي سكاي: DSS2, SDSS, GALEX, IRAS, Hydrogen α, X-Ray, Astrophoto, Sky Map, Articles and images